# Maryam Farman Farmaian
Maryam Firouz o Princesa Maryam Farman Farmaian (Kermanshah, Persia, 1914-Teherán, Irán, 23 de marzo de 2008) fue hija de Batoul Khanoum y del príncipe Abdol Hosseind Miraza Farman Farmainan, fundadora de la sección femenina del partido comunista Tudeh de Irán.

## Historia
Recibió una educación liberal para las mujeres persas de su tiempo, y asistió a la universidad más tarde, mientras vivió en el exilio. Fue una lingüista con dominio del  persa, árabe, francés, ruso, alemán, e inglés. Como pensadora independiente, se interesó por el comunismo. Más tarde diría que la razón por la que se hizo miembro del partido Tudeh fue el deseo de comprometerse activamente con los derechos de las mujeres, ya que era el único partido que estaba dispuesto a aceptarla como mujer y darle la oportunidad además en aquel tiempo de hacer algo por ellas. Fue entonces cuando escogió utilizar el apellido Firouz, el nombre de su abuelo, para sus luchas políticas. Se la conoció desde entonces como Maryam Firouz en el terreno político, pero mantuvo su nombre legal, Maryam Farman Farmaian, con orgullo.
Se casó primero con el general Abbassgholi Esfandiary [hijo de Mohtashem Saltaneh] en un matrimonio de conveniencia arreglado por su padre. Tuvieron dos hijas, Afsaneh y Afsar. Se divorciaron tras la muerte de su padre. En 1949 Maryam se casó de nuevo con Noureddin Kianouri, miembro del partido Tudeh de Irán y más tarde su secretario general.
En cooperación con Noureddin Kianouri, Farman Farmaian estableció la sección femenina dentro del partido Tudeh. Tras el intento de asesinato del sha Mohammad Reza el 4 de febrero de 1949, fue inculpado el partido Tudeh y su marido imputado por haber sido uno de los cerebros de la operación, por lo que tanto ella como su marido se vieron forzados a exiliarse en 1956. Empezaron su nueva vida en el exilio en la URSS y más tarde en Berlín Este, anterior República Democrática Alemana. Durante sus años de exilio completó sus estudios universitarios y más tarde fue profesora de francés en las universidades de Leipzig y Berlín.
La pareja regresó a Irán tras la Revolución islámica de 1979 y la destitución del sha. Se reinstauró el partido Tudeh y Noureddin Kianouri fue nombrado secretario general. En 1983, el Tudeh fue otra vez prohibido tras haber sido acusado de espionaje a favor de la Unión Soviética. Noureddin Kianouri y Farman Farmaian fueron encarcelados. Maryam Firouz pasó toda su estancia en prisión aislada. Fue el único líder del Tudeh que no hizo una confesión forzada por televisión. Fue liberada en 1994 y puesta bajo arresto domiciliario durante dos años más, antes de ser confiada a la custodia de su hija mayor en Teherán.
Tras su liberación, a mediados de los 90, Kianouri escribió una carta abierta en la que detallaba las torturas sufridas por él y su mujer mientras estuvieron en prisión.  Noureddin Kianouri murió el 5 de noviembre de 1999.
Maryam Farman Farmaian, más conocida como Maryam Firouz, murió en Teherán el 23 de marzo de 2008. Fue enterrada en Beheshteh Zahra 

## Lecturas complementarias
- Blood and Oil: Memoirs of a Persian Prince; Manucher Mirza Farman Farmaian. Random House, New York, 1997.